# 허중림
허중림(許仲琳, ? ~ 1560년)은 명나라 시기에 생존하였던 중국의 작가이다.
호가 종산일수(鍾山逸叟)며 명(明)나라 응천부[應天府, 지금의 강소성(江蘇省) 남경(南京)] 사람이다. 그 밖의 행적은 미상이다. 현존하는 ≪봉신연의≫ 판본 중 가장 오래된 명(明)나라 만력(萬曆) 연간(1573∼1620) 각본[일본 내각문고(內閣文庫) 소장]에는 ‘종산일수허중림편집(鍾山逸叟許仲琳編輯)’이라는 서명(署名)이 남아 있다. 이를 근거로 루쉰(魯迅)의 ≪중국소설사략(中國小說史略)≫을 비롯한 거의 모든 소설사와 문학사에서는 허중림을 ≪봉신연의≫의 작가로 보고 있다.

## 같이 보기
- 중국 문학